# Pie Eugène Joseph Neveu

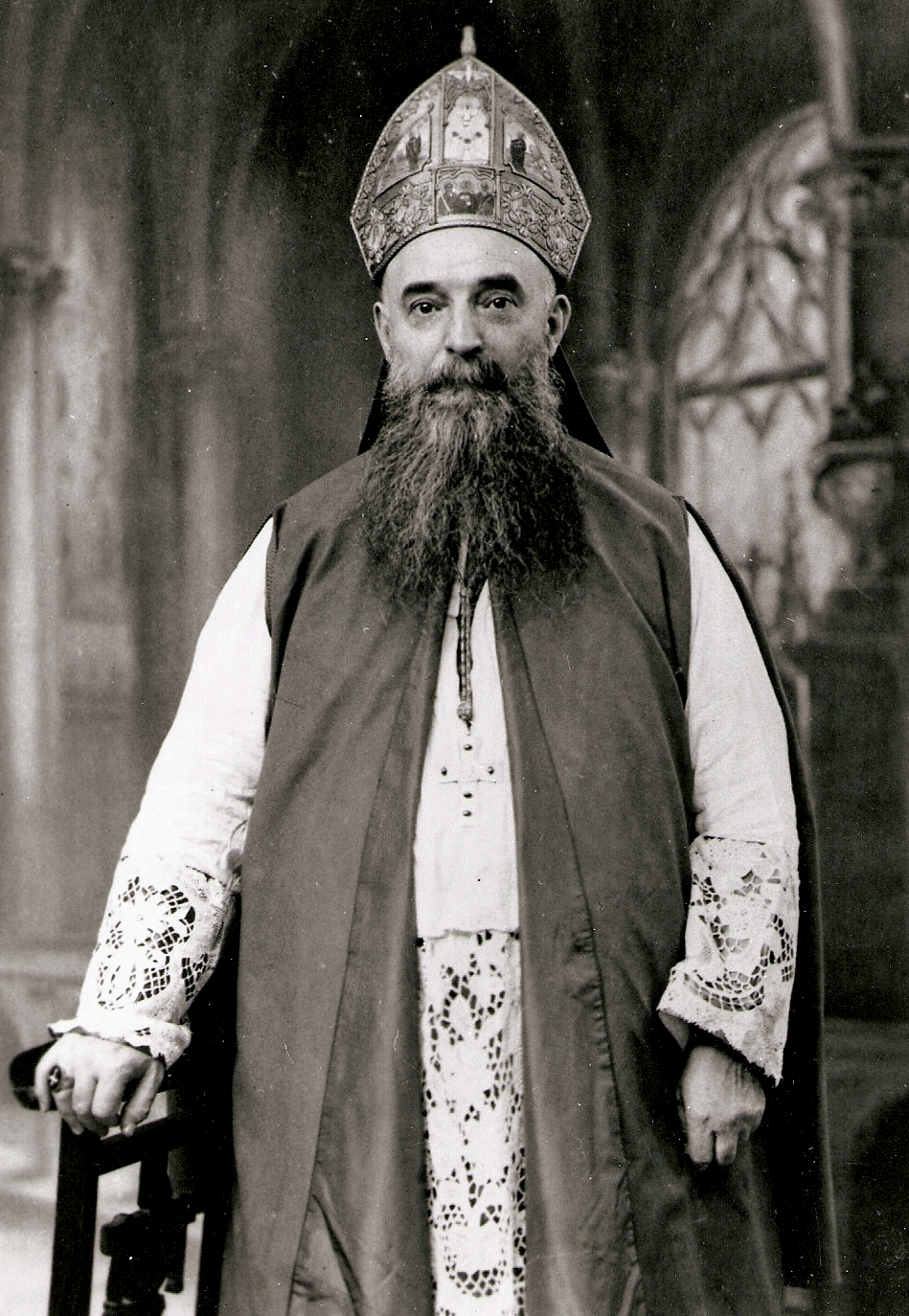
Bischof Pie Eugène Joseph Neveu AA

Pie Eugène Joseph Neveu AA (* 24. Februar 1877 in Gien, Département Loiret; † 17. Oktober 1946 in Paris, Île-de-France) war ein französischer Theologe und Apostolischer Administrator von Moskau.

## Leben
Der Sohn einer bescheidenen und großen Familie mit 16 Kindern Eugène Joseph Neveu besuchte das Externat Saint-Joseph de Gien und das Knabenseminar in Orléans und trat 1895 unter Annahme des Ordensnamens Pie der Ordensgemeinschaft der Assumptionisten bei. 1897 legte er in Jerusalem die Ordensgelübde ab. Er studierte Philosophie und Theologie in Notre-Dame de Paris und wurde 1901 Professor am slawischen Priesterseminar in Karagatsch und am 18. März 1905 in Konstantinopel zum Priester geweiht.
Sein Apostolat widmete er der slawischen und orientalischen Welt: Lehrer in Warna, dann Kaplan der Gemeinde Guter Hirte in Sankt Petersburg, wurde er 1907 Pfarrer in der Minenstadt Makijiwka im Donezbecken. In dieser Position erlebte er die dramatischen Ereignisse mit Auswirkungen auf Russland seit dem Beginn des Ersten Weltkriegs bis zur Machtergreifung durch die Bolschewiki. Schon bald danach begann eine Verfolgung der christlichen Gemeinden, orthodoxer oder anderer. Die katholische Hierarchie war nun völlig zerstört und ohne Bischöfe.
Der von Papst Pius XI. nach Russland gesendete Jesuit Michel d’Herbigny, der in Russland Titularbischöfe weihen und Apostolische Administratoren einsetzen sollte, weihte in der Kirche des Hl. Ludwig von Frankreich am 21. April 1926 hinter geschlossenen Türen
Pie-Eugène Neveu zum Titularbischof von Citrus und ernannte ihn zum Apostolischen Administrator von Moskau.
Seit dem Bekanntwerden seiner Bischofsweihe stand er unter ständiger Überwachung durch die Geheimdienste, genoss aber den informellen Schutz durch die Botschaft der Republik Frankreich, sodass es ihm erlaubt war sein Apostolat weiterzuführen. Eine geistliche Tochter des Bischofs war die Dissidentin Kamilla Kruschelnizkaja, die Opfer des Großen Terrors wurde.
Für die Teilnahme an der nationalen Wallfahrt nach Lourdes 1934 kam er nach Frankreich zurück und ging nach Rom, wo ihn der Papst lange empfing. Nach seiner Rückkehr nach Russland 1935 weihte er Jean-Marie-Felix Amoudru OP zum Titularbischof von Pyrgos. 1936 kehrte er aus gesundheitlichen Gründen nach Frankreich zurück.
Nachdem er kein Visum mehr für die Sowjetunion bekommen hatte, verbrachte er den Rest seines Lebens in Frankreich im Dienst verschiedener Diözesen. Er starb am 17. Oktober 1946 in Paris nach einer liturgischen Feier in der Kirche Saint-Pierre-de-Chaillot. Nach dem Begräbnis in Paris wurde seine Leiche am 16. Mai 1954 in die Kirche Sainte-Jeanne d’Arc in Gien überführt.